# Aardbeving Lombok augustus 2018
De aardbeving op het eiland Lombok gebeurde op 5 augustus 2018 om 11:46:37 UTC (19.46 uur lokale tijd) en had een kracht van 6,9 Mw.
Het officiële dodental staat op 555. Naar schatting werden er 77.000 huizen verwoest en werden bijna 400.000 mensen dakloos. De aardbeving was tot dan toe de grootste en de sterkste aardbeving in de geschiedenis van Lombok.
Op 9 augustus volgde een tweede beving met een kracht van 5,9 Mw. Deze richtte vooral veel schade aan, doordat veel gebouwen die bij de eerste beving al waren beschadigd het alsnog begaven. Op 19 augustus volgde een derde reeks aardbevingen met een kracht van 6,3 Mw en 6,9 Mw.
Meerdere huizen en gebouwen zijn beschadigd, volgens de woordvoerder van de Indonesische calamiteitendienst.
Op 28 juli 2018 was er een voorschok met een kracht van 6,4 Mw. Het epicentrum hiervan lag bij het plaatsje Sembalun Selong.